# ブラフマン
ブラフマン（ब्रह्मन्、brahman）は、ヒンドゥー教またはインド哲学における宇宙の根理。自己の中心であるアートマンは、ブラフマンと同一（等価）であるとされる（梵我一如）。

## 概要
サンスクリットの「力」を意味する単語からきている。特に、物質世界を変える儀式や犠牲（生贄）の力を意味する。そこから、単語の2つ目の意味が出てくる。2つ目の意味はヒンドゥー教の最高のカースト、ブラフミン（en:Brahmins、バラモン）であり、彼らは上述のような力を持っているとされる。

## 歴史
神聖な書物であるウパニシャッドにあるように、ヒンドゥー教のヴェーダーンタ学派 (Vedantic) の思想によれば、この単語が指しているのは、外界に存在する全ての物と全ての活動の背後にあって、究極で不変の現実である。
ブラフマンは宇宙の源である。神聖な知性として見なされ、全ての存在に浸透している。それゆえに、多くのヒンドゥーの神々は1つのブラフマンの現われである。初期の宗教的な文書、ヴェーダ群の中では、全ての神々は、ブラフマンから発生したと見なされる。

Great indeed are the Gods who have sprung out of Brahman. - Atharva Veda

偉大なるものは、実に、ブラフマンの中から湧き出て来た神々である。 - 『アタルヴァ・ヴェーダ』

ウパニシャッドの哲学者は、ブラフマンは、アートマンと同一であるとする。ヒンドゥーの神々の体系では、ブラフマンはブラフマーと同一のものと見なされる。ブラフマー（創造者）は三神一体（Trimurti）の神々の1つであり、ヴィシュヌ（保持者）と、シヴァ（破壊者）とは本来同一とされている。